# Unterwasserarchäologie im Arendsee

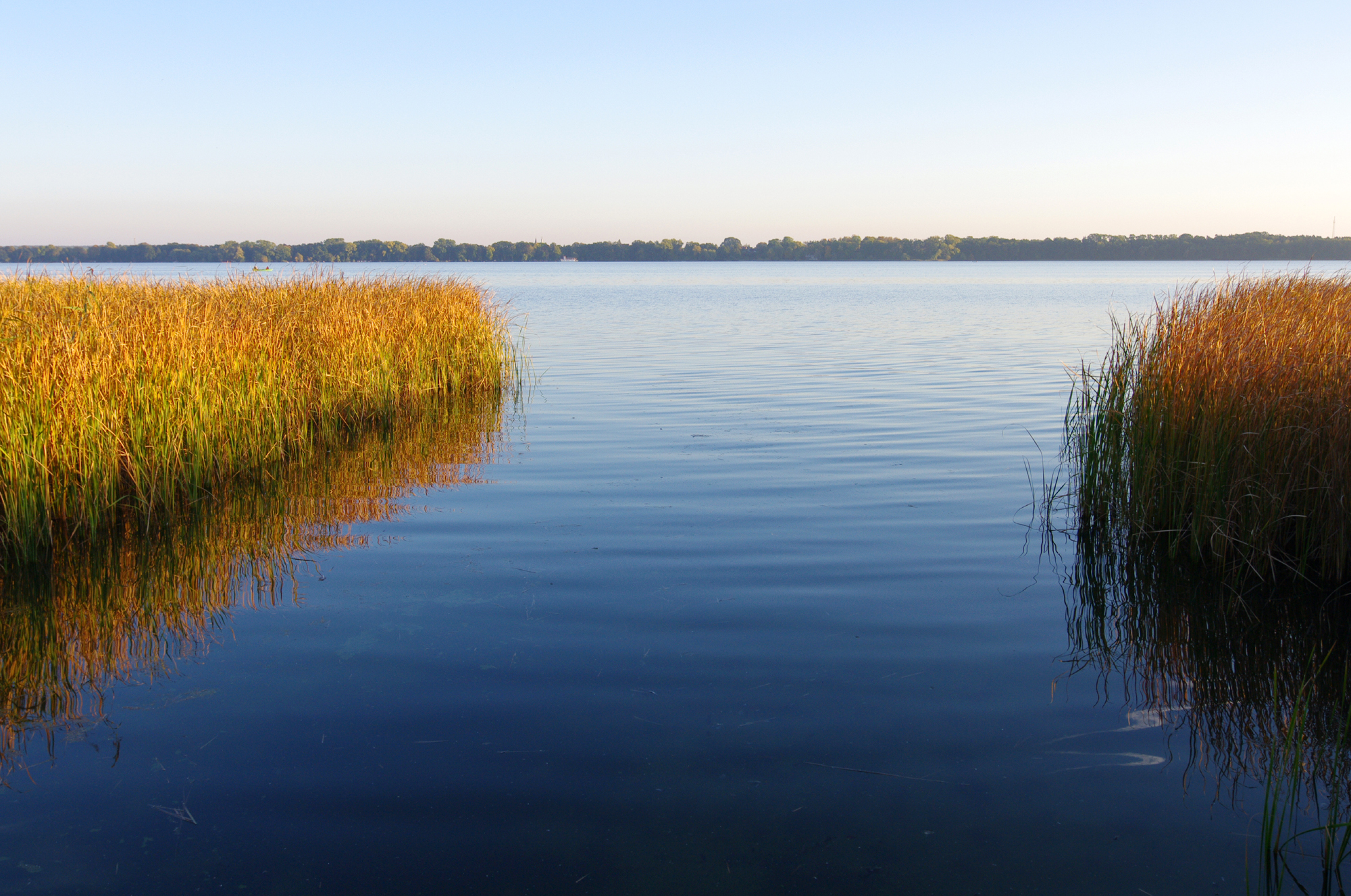
Der Arendsee

Dieser Artikel behandelt die Unterwasserarchäologie im Arendsee, einem Binnengewässer im Norden Sachsen-Anhalts. Durch ortsansässige Sporttaucher rückte der Arendsee ins Blickfeld der Archäologie und zusammen mit dem Landesamt für Denkmalpflege und Archäologie Sachsen-Anhalt konnten in den letzten Jahren bedeutende archäologische Funde geborgen werden.

## Forschungsgeschichte
Bisher waren nur sehr wenige archäologische Funde aus den Gewässern in Sachsen-Anhalt bekannt und davon stammen die meisten aus der Elbe bzw. Elbaue.
Diese Situation änderte sich jedoch nach dem Bericht eines Einbaumfundes im Arendsee. Der Einbaum wurde 2003 durch einen Sporttaucher des Tauchclubs Arendsee e. V. (TCA) entdeckt. Durch den Artikel in einer Tageszeitung erfuhr auch das Landesamt für Denkmalpflege und Archäologie Sachsen-Anhalt (LDA) von dem Fund. Seitdem arbeiten die Sporttaucher mit dem Landesamt zusammen und es folgten weitere wichtige Entdeckungen.

## Neolithischer Fischzaun

### Entdeckung
Der bislang wichtigste Fund aus dem Arendsee ist der neolithische Fischzaun. Entdeckt wurde der Fischzaun durch Sporttaucher des TCA im Oktober 2003. Das Geflecht lag im Nordosten des Arendsees, in ca. 9‒11 m Tiefe. Erste Untersuchungen wurden von Forschungstauchern des Landesamtes für Kultur und Denkmalpflege Mecklenburg-Vorpommern durchgeführt. Im Winter 2005/06 folgte eine Dokumentation und Teilbergung des Fundes durch das Landesamt für Denkmalpflege und Archäologie Sachsen-Anhalt in Zusammenarbeit mit den Forschungstauchern und dem THW Salzwedel. In den folgenden zwei Jahren kam es zu weiteren Unterwasserprospektionen, u. a. mit einem ferngesteuerten Vermessungsboot, sowie zu einer Unterwassergrabung.

### Naturwissenschaftliche Untersuchungen
Die Sedimente, die den Fischzaun umgaben, wurden auf pflanzliche und tierische Rückstände untersucht. Die botanische Analyse ergab dabei eine Vielzahl von Pflanzenresten. Das Vorkommen von Nixenkraut (Najas), Laichkraut (Potamogeton) und Hornblatt (Ceratophyllum) im Bereich des Fischzaunes lässt den Schluss zu, dass dieser einst in der Nähe des Ufers gelegen haben muss. 
Die Haselnussruten, aus denen der Fischzaun bestand, wurden ebenfalls genauer analysiert. Deren Untersuchung ergab, dass es sich um ein- bis zweijährige Ruten handelt. Sie waren sehr ebenmäßig gewachsen, weshalb von einer Art Schneitelwirtschaft ausgegangen wird.

## Hochmittelalterlicher Prahm

### Entdeckung
Im Jahr 1990 entdeckten die Sporttaucher des TCA ein flachbodiges Lastschiff aus Holz, einen sogenannten Prahm, im Arendsee. Er lag nördlich des ehemaligen Benediktinerinnen-Klosters Arendsee in mehr als 30 m Tiefe. Die Unterwasseruntersuchungen fanden durch die Taucharchäologen des Landesamtes für Kultur und Denkmalpflege Mecklenburg-Vorpommerns statt.

### Fundbeschreibung
Der Prahm ist 12,30 m lang. Die Breite beträgt in der Mitte 2,30 m und nimmt zu den Enden hin auf 1,90 m ab. An drei Bodenplanken wurden seitlich die Kimmplanken angebracht, die den Übergang zu den Schiffsseitenwänden bilden. Die Kimmplanken erstrecken sich über die gesamte Schiffslänge und weisen einen bogenförmigen Querschnitt auf. L-förmige Spanten dienten zur Verstärkung des Schiffsrumpfes. Die oberen Planken der Seitenwände waren nicht mehr vorhanden. Die beiden Schiffsenden weisen schräg nach oben.
Da der Prahm vor allem im mittleren Teil von Sedimenten bedeckt ist, sind derzeit keine weiteren Aussagen zur Konstruktion des Schiffes oder zu eventuellen Überresten der Fracht möglich.

### Datierung
Eine Bordplanke des Prahms wurde dendrochronologisch untersucht. Die Analyse erbrachte ein Fälldatum des Baumes um/nach 1265. Damit gehört der Prahm aus dem Arendsee zu den wenigen Funden dieses Schiffstyps aus jener Zeit. Vergleichsfunde aus der Zeit des 12./13. Jahrhunderts stammen z. B. aus Haithabu (Schleswig) oder Egernsund (Jütland). 
Prahme kommen überwiegend als Fährschiff oder als Lastkahn zum Einsatz. Im Fall des Arendseer Prahms sind beide Funktionen vorstellbar, eventuell sogar im unmittelbaren Zusammenhang mit dem 1183 gegründeten Benediktinerinnen-Kloster. 

## Spätmittelalterlicher Einbaum

### Entdeckung und Bergung
Der Einbaum wurde am 25. Dezember 2003 entdeckt. Er lag im Nordwesten des Arendsees, ca. 80 m vom Ufer entfernt, in etwa 3 m Tiefe. Die wissenschaftliche Dokumentation des Fundes (Einmessung, Zeichnung, Foto- und Videodokumentation in Fundlage) fand durch Forschungstaucher des Landesamtes für Kultur- und Denkmalpflege Mecklenburg-Vorpommern statt. Diese führten auch, zusammen mit dem THW Salzwedel, die Bergung des Einbaumes im Oktober 2004 durch. Der Einbaum wurde anschließend zu weiteren Untersuchungen und zur Konservierung nach Schwerin gebracht.

### Fundbeschreibung
Der Einbaum ist recht gut erhalten, da er zum Teil vom Sediment bedeckt war. Das Boot ist 4,18 m lang und hat einen halbkreisförmigen Querschnitt. Die Breite beträgt an den Enden 0,52 m bzw. 0,40 m (Stamm- und Zopfende des Baumes). Der Schiffsrumpf ist im mittleren Bereich 0,33 m hoch. Bug- und Heckbereich laufen zum Ende hin flach aus und sind abgerundet. Die Stärke der Bootswand schwankt zwischen 3 und 5 cm. In dem Einbaum befinden sich zwei geschlossene Trennwände. Durch diese Querschotts entsteht ein 40 cm × 43 cm großer Kasten, in dessen Inneren sich Feldsteine befanden. 
Sehr gut sichtbar sind noch die Bearbeitungsspuren, die durch einen flachen Hohldechsel entstanden sind. 

### Datierung
Die Analyse des Holzes ergab, dass der Einbaum aus Eschenholz hergestellt wurde, mit einem Fälldatum von um/nach 1389. Damit stellt er unter den Einbaumfunden eher eine Ausnahme dar, da diese meisten aus Eiche gefertigt wurden. Des Weiteren lag an der Seite des Einbaumes im Sediment ein Kugelbodengefäß mit einem Henkel, das ins 14. Jahrhundert datiert.
Der Einsatzbereich des Einbaums lag vermutlich in der Fischerei. Hinweis dafür liefert der Kasten im Heckbereich, der als Fischkasten gedient haben könnte.